# Răucești
Răucești – wieś w Rumunii, w okręgu Neamț, w gminie Răucești. W 2011 roku liczyła 2890 mieszkańców.